# Horní Bukovina
Horní Bukovina là một làng thuộc huyện Mladá Boleslav, vùng Středočeský, Cộng hòa Séc.